# Tri-nations maghrébin 2016
Navigation
Tri-nations 2017
La Tri-nations maghrébin 2016 est une compétition organisée par Rugby Afrique qui oppose les 3 nations maghrébines. Avec l'accord de World Rugby, la première édition du Tri-nations se déroule du 16 au 25 décembre 2016 à Oran en Algérie. Cette nouvelle compétition est alors organisée par la Fédération algérienne de rugby et Rugby Afrique au stade Ahmed-Zabana d'Oran.
Le Maroc remporte le premier Tri-nations du Maghreb avec deux victoires en deux matches, qui se joue sur trois journées au stade Ahmed Zabana d’Oran avec le soutien de Rugby Afrique.

## Équipes engagées
Trois équipes sont engagées :
- Algérie (nc :  l'équipe d'Algérie n'est pas encore classée par World Rugby)
- Maroc (55e)
- Tunisie (41e)

## Détail de la compétition

### Détails des résultats
| 17 décembre 2016 15:00 CET | Algérie                                                         | 11 - 12 (3 - 6) | Maroc                                                            | Stade Ahmed-Zabana, Oran environ 2 500 spectateurs Arbitre : Salem Attalah |
| 17 décembre 2016 15:00 CET | Essai(s) : 1 Youcef 79e · Pénalité(s) : 2 Bensalla (31e, 58e) · |                 | Pénalité(s) : 4 Rousseau (14e, 18e), Jouadat (43e), Gendre (67e) | Stade Ahmed-Zabana, Oran environ 2 500 spectateurs Arbitre : Salem Attalah |
| 17 décembre 2016 15:00 CET |                                                                 |                 |                                                                  | Stade Ahmed-Zabana, Oran environ 2 500 spectateurs Arbitre : Salem Attalah |

| 21 décembre 2016 15:00 CET | Maroc                        | 14 - 12 (5 - 9) | Tunisie         | Stade Ahmed-Zabana, Oran environ 100 spectateurs Arbitre : Sylvain Mane |
| 21 décembre 2016 15:00 CET | Essai(s) : 1 Pénalité(s) : 3 |                 | Pénalité(s) : 4 | Stade Ahmed-Zabana, Oran environ 100 spectateurs Arbitre : Sylvain Mane |
| 21 décembre 2016 15:00 CET |                              |                 |                 | Stade Ahmed-Zabana, Oran environ 100 spectateurs Arbitre : Sylvain Mane |

| 24 décembre 2016 15:00 CET | Algérie                                          | 15 - 16 (9 - 3) | Tunisie                                                                                                 | Stade Ahmed-Zabana, Oran environ 300 spectateurs Arbitre : Atef Yacoubi |
| 24 décembre 2016 15:00 CET | Pénalité(s) : 5 Bensalla (?e, ?e, 34e, 61e, 70e) |                 | Essai(s) : 1 Chelli 79e · Transformation(s) : 1 Chelli (80e) · Pénalité(s) : 3 Chelli (18e, 47e, 66e) · | Stade Ahmed-Zabana, Oran environ 300 spectateurs Arbitre : Atef Yacoubi |
| 24 décembre 2016 15:00 CET |                                                  |                 | | Stade Ahmed-Zabana, Oran environ 300 spectateurs Arbitre : Atef Yacoubi |

### Classement
| Rang | Nation  | J | V | N | D | Bo | Bd | Pm | Pe | Diff | Pts |
| ---- | ------- | - | - | - | - | -- | -- | -- | -- | ---- | --- |
| 1    | Maroc   | 2 | 2 | 0 | 0 | 0  | 0  | 26 | 23 | +3   | 8   |
| 2    | Tunisie | 2 | 1 | 0 | 1 | 0  | 1  | 28 | 29 | -1   | 5   |
| 3    | Algérie | 2 | 0 | 0 | 2 | 0  | 2  | 26 | 28 | -2   | 2   |

|  | Vainqueur du tournoi |

Meilleure attaque : Tunisie, 28 points
Meilleure défense : Maroc, 23 points
Curieusement, chacune des trois sélections a marqué un essai et sept pénalités au total de ses deux matches !

## Effectifs des sélections

### Algérie
| Entraîneur | Entraîneur             | Salim Tebani et Djemai Tebani                                                                             |
| Avants     | Pilier                 | 1 Nasser Benamor, 3 Karim Bougherara, Reda Benlebbad, ? Mourad Frih, ? Ali Guerraoui, ? Amine Bouladjeraf |
| Avants     | Talonneur              | 2 Yassine Saaoui                                                                                          |
| Avants     | Deuxième ligne         | 4 Fayçal Bettayeb, 5 Moussa Reghis, ? Bilal Abed, ? Yakine Djebbari                                       |
| Avants     | Troisième ligne aile   | 6 Danyl Youcef, 7 Sébastien Abdelkader, ? Maxime Hanou                                                    |
| Avants     | Troisième ligne centre | 8 Khaled Kahlouchi                                                                                        |
| Arrières   | Demi de mêlée          | 9 Boris Bouhraoua, 11 Lou Bouhraoua                                                                       |
| Arrières   | Demi d'ouverture       | 10 Johan Bensalla, ? Nadir Boukhaloua                                                                     |
| Arrières   | Centre                 | 13 Mohamed Belguidoum, 12 Maxim Meneghini, ? Meddy Moussaoui                                              |
| Arrières   | Ailier                 | ? Mehdi Chouchane, 22 Yazid Chouchane                                                                     |
| Arrières   | Arrière                | 14 Samir Khamouche, 15 Jilali Aib                                                                         |

### Maroc
| Entraîneur | Entraîneur             | Laurent Sousbie                                                                                        |
| Avants     | Pilier                 | ? Redouane Boussetta, 3 Mourad Akkaoui, ? Sabir Ouhdif, ? Achraf Boutati, ? Guillaume Potelle          |
| Avants     | Talonneur              | 1 Mehdi Ahaouche, 2 Mehdi Benyachou, 4 Simo Lahlali, 5 Rami Laadila                                    |
| Avants     | Deuxième ligne         | ? Hamed Moussaoui, ? Abdelali Boujouala                                                                |
| Avants     | Troisième ligne aile   | ? Jawad Guedourri, 8 Hocine Arabat , ? Mohamed Loukrassi, ? Abdelkafi Abachri, 11 Karim Qadiri         |
| Avants     | Troisième ligne centre | 13 Chakir Hmidouche                                                                                    |
| Arrières   | Demi de mêlée          | ? Said Akarmoudi                                                                                       |
| Arrières   | Demi d'ouverture       | ? Nabil Jelti                                                                                          |
| Arrières   | Centre                 | 12 Bryan Brichet, ? Karim Hamdane, 6 Frédéric Gendre, 7 Benjamin Braille                               |
| Arrières   | Ailier                 | 10 Yann Rousseau, ? Morad Jadiri, ? Mouhcine Ouajdi, ? Fahd Rguibi, 15 Soheyl Jouadat, 9 Ismael Nassik |
| Arrières   | Arrière                | 14 Riad El Fath, ? Abdelmajid Mimi                                                                     |

### Tunisie
| Entraîneur | Entraîneur             | Claude Saurel                                                                                    |
| Avants     | Pilier                 | 1 Achraf Ben Hamouda, 3 Chahir Aouadi, ? Mohamed Mlis, ? Mohamed Chargui, ? Yassine Ben Abdallah |
| Avants     | Talonneur              | 2 Salem Khanfous                                                                                 |
| Avants     | Deuxième ligne         | ? Nasser Letaïef, ? Nizar Ben Abderrahmen, ? Mohsen Essid                                        |
| Avants     | Troisième ligne aile   | ? Abdelmajid Zemzem, ? Mohamed Ben Hmida, 8 Khaled Zegdene, ? Issam Ourhani, ? Hamza Mbarki      |
| Avants     | Troisième ligne centre |                                                                                                  |
| Arrières   | Demi de mêlée          | ? Achref Dhif, ? Houssem Khalfi                                                                  |
| Arrières   | Demi d'ouverture       | ? Chemseddine Khalifa                                                                            |
| Arrières   | Centre                 |                                                                                                  |
| Arrières   | Ailier                 | 13 Abbes Kherfani , 14 Haythem Chelli, ? Chady Jabri, ? Oussama Hadi                             |
| Arrières   | Arrière                |                                                                                                  |